# Thamnochortus fraternus
Thamnochortus fraternus forma part de la família de les Restionaceae, dins el grup de les monocotiledònies les quals estan distribuïdes per l'Hemisferi Sud i diversificades a Austràlia i Sud-àfrica. Són perennes, grans, la pol·linització és pel vent. És un membre vistós i valuós per les seves tiges de les que se n'obté palla. Les plantes són molt uniformes en alçada i les bràctees florals són d'un color vermell ric durant uns sis mesos de l'any, abans, durant i després de la floració de principis de la tardor fins a principis d'estiu. És una planta polida i emplomallada, les plantes joves produeixen branques finament dividides, les madures presenten una tija llarga amb inflorescències masculines arquejades i les espigues femenines són més aviat rígides estretes i també llargues. Les flors en si són molt petites i insignificants. El ric color vermell-marró és produït per les bràctees que envolten les flors. L'època de floració és a la tardor a principis d'hivern (maig - juny) i les petites llavors alades es produeixen a principis d'estiu (octubre-novembre). Les plantes produeixen una gran quantitat de llavors, però, com amb la majoria d'altres espècies del gènere Thamnochortus, la majoria d'aquestes llavors no són viables. Thamnochortus fraternus no és una re-germinador i és assassinat pel foc. La llavor s'emmagatzema a la capa superior del sòl i produeix la nova generació de plantes després d'un incendi.

## Distribució i hàbitat
Thamnochortus fraternus es troba en afloraments de pedra calcària o vessants de pedra calcària en ben drenats, així com àrees planes de la punta del cap a la desembocadura del riu Gouritz. No és una espècie en perill d'extinció, ja que és comú a escala local i, sovint domina la vegetació. Les plantes creixen sobretot en grups grans o petits, mirant marró molt fosc i proporcionant un gran contrast amb la vegetació més verda oliva del seu voltant.
Les espècies més de 400 en uns 40 gèneres de la família Restionaceae ocorren en les regions d'hivern-pluja de Sud-àfrica i Austràlia, amb valors extrems a l'Àfrica, Madagascar, Indoxina i Xile. L'ús econòmic de les plantes d'aquesta família ha estat limitat, ja que les plantes contenen una gran quantitat de taní i així es pasturen només com a últim recurs per bestiar boví i oví. Les espècies que tenen simples no-ramificats tiges s'utilitzen de vegades per cobrir amb palla, mentre que les espècies amb tiges ramificades s'utilitzen com escombres.

## Taxonomia
El nom de la família de Restionaceae es deriva de la Restis llatí, que significa corda o soga i al·ludeix a la utilització de les plantes al sud d'Àfrica.

### Reproducció i Cultiu
Com tots els restio, les flors femenines i masculines es troben en plantes separades, és a dir, són plantes dioiques. No és una espècie que hagi estat cultivada des de fa molt de temps, però igual que totes aquelles plantes del fynbos que provenen de sòls de roca calcària són agraïdes de cultivar i s'adapten bé a l'entorn del jardí. Prefereix ple sol i llum i necessita un sòl ben drenat. És molt feliç en condicions seques, tot i que es veurà més atractiu si es rega un parell de vegades a la setmana. No se sap com reaccionarà als freds climes de l'hemisferi nord. Les plantes mascle són molt atractius pel seu compte com a plantes d'accent, les plantes femenines són menys sorprenents. Aquesta espècie és ideal per al paisatgisme com les plantes són molt uniformes en alçada i hàbit de creixement i es veuen molt bé en grups. Es veuria molt bé en els jardins al costat del mar assotat pel vent, així com en zones enjardinades més formals al voltant d'edificis d'oficines.